# Iouri Dombrovski
Pour les articles homonymes, voir Dąbrowski.
Œuvres principales
- Derjavine (1938)
- Le Singe vient réclamer son crâne (1963)
- Le Conservateur des antiquités (1964)
- La Faculté de l'inutile (1978)

Iouri Ossipovitch Dombrovski est un écrivain soviétique, né à Moscou le 29 avril 1909 (12 mai dans le calendrier grégorien) et mort dans la même ville le 29 mai 1978.

## Biographie
La vie de Dombrovski est marquée par les persécutions de la dictature stalinienne. En 1932, alors qu'il est encore étudiant, il est arrêté une première fois (pour « avoir empêché par son action l’assemblée générale des étudiants de statuer sur une affaire importante »), et assigné à résidence à Almaty (alors Alma-Ata), au Kazakhstan. En 1937, il est incarcéré une deuxième fois pour six mois. En 1939, les autorités soviétiques l'enferment dans un camp du Goulag de la Kolyma, dans l'extrême nord-est sibérien. Gravement malade, il a la chance d'être autorisé à revenir à Almaty en 1943. Une nouvelle arrestation a lieu en 1949 dans le cadre de la lutte contre la « menace cosmopolite » (sans doute parce que Dombrovski était d'origine rom ou juive). Cette fois, Dombrovski est déporté à Taïchet, près d'Irkoutsk. Il s'y lie d'amitié avec le Français d'origine arménienne également détenu Armand Maloumian. Quelques années après la mort de Staline, en 1957, il est libéré, puis réhabilité et autorisé à revenir à Moscou. En tout, il aura donc passé dix-huit années relégué ou emprisonné.
Dombrovski se consacre ensuite à la littérature, activité qu'il avait commencée en exil.
Il meurt à Moscou le 29 mai 1978, quelques semaines après avoir été battu par des inconnus, sans doute des agents du KGB, peu après la publication à Paris de son chef-d'œuvre La Faculté de l'inutile.

## Thématique
Si l'on excepte un premier roman, Derjavine (1938), l'œuvre de Dombrovski, comme celles de Varlam Chalamov, d'Evguenia Guinzbourg ou d'Alexandre Soljenitsyne, a pour thème central l'oppression stalinienne. Toute critique ouverte du régime communiste étant aussitôt condamnée, sa dénonciation est d’abord voilée, dans Le singe vient réclamer son crâne (débuté en 1943, publié à Moscou en 1963). Elle reste très indirecte, dans le Conservateur des antiquités (publié à Moscou en 1964), où apparaît son alter ego, Zybine, qu'on retrouve dans la Faculté de l’inutile. Dans ce dernier roman, très autobiographique, la critique du système stalinien est directe. La « faculté de l’inutile », c’est ainsi que les procureurs et policiers de la période stalinienne désignent les études de droit, superflues depuis la rédaction du code pénal soviétique aux chefs d’inculpation larges et flous, comme celui de la première arrestation de Dombrovski.

## Œuvres

### Œuvres traduites en français
- La Faculté de l'inutile (Факультет ненужных вещей), (trad. de Dimitri Sesemann et Jean Cathala, Albin Michel, 1979)
- Le Conservateur des antiquités (Хранитель древностей) (trad. de Jean Cathala, La Découverte, 2005)
- Le singe vient réclamer son crâne (Обезьяна приходит за своим черепом) (trad. de Dimitri Sesemann, éditions Verdier, 1991)

### Œuvres non traduites en français[1]
- Приложения к "Факультету ненужных вещей, Les annexes de la faculté de l'inutile
- Записки мелкого хулигана, Notes sur les hooligans
- Гонцы, Les coursiers
- Моя нестерпимая быль, C'était insupportable pour moi
- Статьи, очерки, воспоминания, Articles, essais, mémoires
- Леди Макбет, Lady Macbeth
- Ручка, ножка, огуречик..., Bras, jambe, queue...
- Новеллы о Шекспире, Nouvelles sur Shakespeare
- РетлендБэконСоутгемптонШекспир, Retlend, Bacon, Southampton et Shakespaere
- Итальянцам о Шекспире - главные проблемы его жизни, Shakespeare et l'Italie, principaux problèmes de sa vie
- Рассказы об огне и глине, Histoires de feu et d'argile
- Только одна смерть, Un seul décès
- Царевна-лебедь, Le cygne et la princesse
- "и я бы мог...", « Et je ne pouvais »
- Арест, L'arrestation
- В.Кюхельбекер, V. Kjuxel'beker
- Деревянный дом на улице Гоголя, Une maison en bois, rue Gogol
- К.Н.Батюшков, Constantin Batiouckhov
- Поэт и муза, Le poète et la muse
- Смерть лорда Байрона, La mort de lord Byron